# ميل كنيجفيتش
ميل كنيجفيتش هو لاعب كرة قدم صربي في مركز الدفاع، ولد في 21 سبتمبر 1971 في بلغراد في صربيا. لعب مع راد بيوغراد وكونينكليجك سبورتفرينغنغ فاريغيم ونادي بويبلا ونادي سبارتاك فارنا.

## وصلات خارجية
- ميل كنيجفيتش على موقع قاعدة بيانات كرة القدم.إي يو (الإنجليزية)